# Schweizer Fussballmeisterschaft der Frauen 2017/18
Die Schweizer Fussballmeisterschaft 2017/18 war die 48. Spielzeit im Fussball der Frauen. Der FC Zürich Frauen holte seinen 21. Meistertitel.

## Nationalliga A
Die Meisterschaft wurde erstmals nach einem neuen Modus ausgespielt. So gab es statt einer Qualifikations- und einer Finalrunde nur noch ein gewöhnliches Rundenformat. Ausserdem traten in der Nationalliga A (NLA) nur noch acht statt zehn Mannschaften an. Jede trat gegen jede in je zwei Heim- und zwei Auswärtsspielen an, sodass 28 Runden ausgetragen wurden. Der Erstplatzierte wurde Schweizer Meister, während der Letztplatzierte in die Nationalliga B (NLB) abstieg. Neben dem Schweizer Meister war gemäss der UEFA-Fünfjahreswertung erstmals auch der Zweitplatzierte für die UEFA Women’s Champions League qualifiziert.
Der ehemalige Serienmeister FC Zürich Frauen sicherte sich seinen 21. Meistertitel, nachdem der Titelverteidiger, der FC Neunkirch, sich aus dem Meisterschaftsbetrieb zurückgezogen hatte. Als Zweitplatzierter qualifizierte sich der FC Basel erstmals für die UEFA Women’s Champions League. Der FC Aarau, der nur aufgrund des Rückzugs des FC Neunkirch als Einziger aufgestiegen war, stieg nach einer Saison wieder in die NLB ab.

### Teilnehmer
Der FC Aarau Frauen spielte erstmals als eigenständiger Verein, losgelöst vom FC Aarau.
| Team                    | Stadt                | Kanton           | Stadion                   | Trainer           | Platzierung Saison 2016/17 |
| ----------------------- | -------------------- | ---------------- | ------------------------- | ----------------- | -------------------------- |
| FC Aarau Frauen         | Aarau                | Aargau           | Sportanlage Schachen      | Andreas Zürcher   | 3. Auf-/Abstiegsrunde      |
| FC Basel                | Münchenstein (Basel) | Basel-Landschaft | Nachwuchs-Campus Basel    | Sissy Raith       | 3.                         |
| Grasshopper Club Zürich | Niederhasli (Zürich) | Zürich           | GC-Campus Niederhasli     | Evelyn Zimmermann | 1. Auf-/Abstiegsrunde      |
| FF Lugano               | Lugano               | Tessin           | Stadio di Cornaredo       | Claudio De Marchi | 6                          |
| FC Luzern               | Luzern               | Luzern           | Sportanlage Allmend       | Glenn Meier       | 4.                         |
| BSC Young Boys          | Bern                 | Bern             | Sportpark Wyler           | Marisa Wunderlin  | 5.                         |
| FC Yverdon Féminin      | Yverdon-les-Bains    | Waadt            | Stade Municipal           | Fred Mauron       | 2. Auf-/Abstiegsrunde      |
| FC Zürich Frauen        | Zürich               | Zürich           | Sportanlage Heerenschürli | Luca Fiorina      | 2.                         |

### Tabelle
| 1.              | FC Zürich Frauen        | 28 | 19 | 8 | 1  | 084:240 | +60 | 65 |
| 2.              | FC Basel                | 28 | 18 | 6 | 4  | 082:240 | +58 | 60 |
| 3.              | BSC Young Boys          | 28 | 13 | 6 | 9  | 067:420 | +25 | 45 |
| 4.              | FC Luzern               | 28 | 13 | 5 | 10 | 059:590 | ±0  | 44 |
| 5.              | Grasshopper Club Zürich | 28 | 13 | 3 | 12 | 062:620 | ±0  | 42 |
| 6.              | FF Lugano               | 28 | 11 | 7 | 10 | 039:480 | −9  | 40 |
| 7.              | FC Yverdon Féminin      | 28 | 5  | 2 | 21 | 027:800 | −53 | 17 |
| 8.              | FC Aarau Frauen (N)     | 28 | 1  | 1 | 26 | 023:104 | −81 | 04 |
| Stand: Endstand |                         |    |    |   |    |         |     |    |

| (M) | amtierender Schweizer Meister           |
| (C) | Schweizer Cup-Sieger der letzten Saison |
| (N) | Neuaufsteiger der letzten Saison        |

### Torschützenliste
Bei gleicher Anzahl von Treffern sind die Spielerinnen alphabetisch geordnet.
| Pl.         | Name               | Team                    | Tore |
| ----------- | ------------------ | ----------------------- | ---- |
| 01.         | Eunice Beckmann    | FC Basel                | 25   |
| 01.         | Caroline Müller    | Grasshopper Club Zürich | 25   |
| 01.         | Patricia Willi     | FC Zürich Frauen        | 25   |
| 04.         | Géraldine Reuteler | FC Luzern               | 19   |
| 05.         | Fabienne Humm      | FC Zürich Frauen        | 16   |
| 05.         | Alisha Lehmann     | BSC Young Boys          | 16   |
| 07.         | Irina Brütsch      | FC Luzern               | 15   |
| 07.         | Cara Curtin        | FF Lugano               | 15   |
| 07.         | Florijana Ismaili  | BSC Young Boys          | 15   |
| 07.         | Kristina Šundov    | FC Basel                | 15   |
| Quelle: SFV |                    |                         |      |

## Nationalliga B
Die Saison 2017/18 der Nationalliga B (NLB) bildete eine Übergangssaison, da nur in dieser Saison zwölf Mannschaften teilnahmen (zwei zusätzliche Absteiger aus der NLA). Da die Liga ab der Saison 2018/19 wieder zehn Teams umfasste, stiegen ausnahmsweise vier Mannschaften ab (zwei mehr als sonst).
Die zwölf Teams spielten je in einer Heim- und einer Auswärtspartie gegeneinander. Dadurch wurden 22 Partien ausgetragen. Wie in der NLA wurden die Finalrunden (Auf- und Abstiegsspiele) abgeschafft. Am Ende der 22 Runden stieg der Erstplatzierte in die NLA auf, während die vier Letztplatzierten in die 1. Liga abstiegen.
Der Servette FC Chênois Féminin – der bisherige FF Chênois, der seit 2012 vom CS Chênois unabhängig war und sich nun neu der Organisation des Servette FC angeschlossen hatte – stieg am Ende der Saison in die NLA auf. Der FC St. Gallen-Staad, der aus einer Fusion der NLA-Absteiger von 2016 (FC St. Gallen) und 2017 (FC Staad) gebildet worden war, verpasste damit den angestrebten Wiederaufstieg. Der Aufsteiger FC Amriswil zog sich im Winter aus dem Meisterschaftsbetrieb zurück, wodurch alle Spiele inklusive der gespielten annulliert wurden. Die weiteren Absteiger waren der zweite Neuaufsteiger FC Walperswil und die beiden Aufsteiger der vorigen Saison, der FC Kloten und der FC Aïre-le-Lignon.

### Tabelle
| 1.              | Servette FC Chênois Féminin     | 20 | 15 | 3 | 2  | 070:190 | +51 | 48 |
| 2.              | FC Therwil                      | 20 | 13 | 2 | 5  | 056:260 | +30 | 41 |
| 3.              | FC St. Gallen-Staad             | 20 | 12 | 5 | 3  | 050:240 | +26 | 41 |
| 4.              | FC Zürich Frauen U-21           | 20 | 11 | 4 | 5  | 048:270 | +21 | 37 |
| 5.              | Femina Kickers Worb             | 20 | 11 | 3 | 6  | 045:380 | +7  | 36 |
| 6.              | FC Schlieren                    | 20 | 6  | 9 | 5  | 038:370 | +1  | 27 |
| 7.              | SC Derendingen Solothurn (A)    | 20 | 8  | 1 | 11 | 035:420 | −7  | 25 |
| 8.              | Frauenteam Thun Berner Oberland | 20 | 6  | 5 | 9  | 030:200 | +10 | 23 |
| 9.              | FC Walperswil (N)               | 20 | 3  | 4 | 13 | 019:680 | −49 | 13 |
| 10.             | FC Kloten                       | 20 | 2  | 3 | 15 | 021:540 | −33 | 09 |
| 11.             | FC Aïre-le-Lignon               | 20 | 2  | 3 | 15 | 024:610 | −37 | 09 |
| 12.             | FC Amriswil (N)                 | 0  | 0  | 0 | 0  | 000:000 | ±0  | 0  |
| Stand: Endstand |                                 |    |    |   |    |         |     |    |

| (A) | Absteiger der letzten Saison     |
| (N) | Neuaufsteiger der letzten Saison |

## 1. Liga
Aufsteiger
- FC Küssnacht (Gruppe 1)
- Rapperswil-Jona (Gruppe 2)